# Ullet metàl·Iic

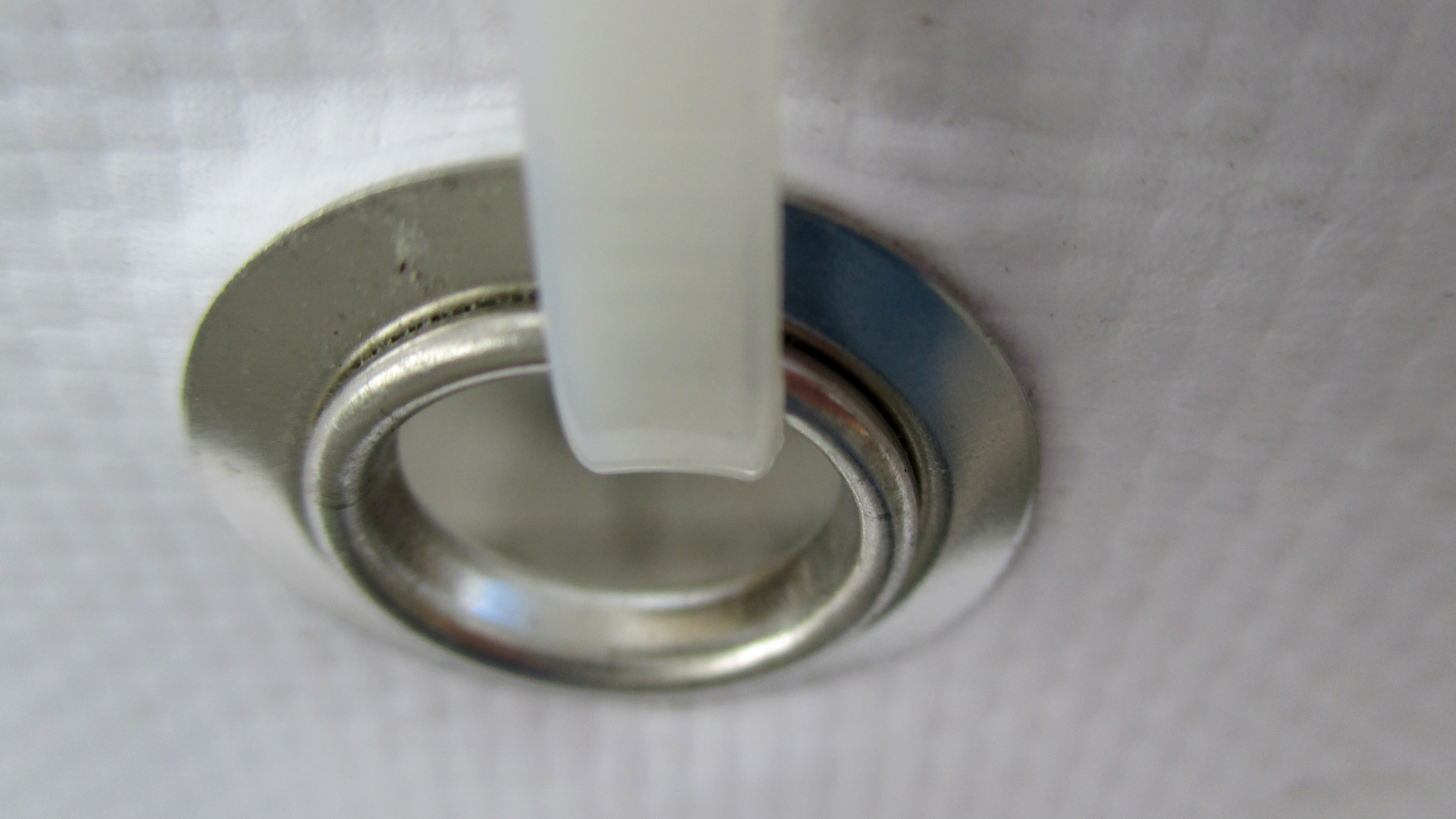
Ullet metàl·lic

Un ullet metàl·lic, és una anelleta metàl·lica, generalment rodona, emprada per a reforçar un ullet, que serveix per a passar-hi un cordó o una corretja en calçats com les sabates i les botes de cordons. El joc de cordó i ullets constitueix un dels sistemes de tancament usats en el marc de la indumentària, ja que a banda de ser molt emprat com ullet del calçat, s'aplica també a la roba, però també a les lones, equips de càmping, equipaments de nàutica, etc...
Genèricament, quan es parla d'un ullet, es refereix a un foradet rodó, ordinàriament reforçat per una anelleta metàl·lica com la descrita més amunt.

## Ullet de reforç

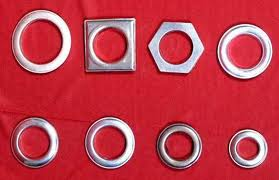
Ullets de cortina, utilitzats en cortines de dutxa entre altres

El tipus d'ullet metàl·lic més comú és un anell per inserir en un forat fet en un material fi, com per exemple una tela. Solen ser acampanats i amb una solapa a cada costat de la tela per mantenir-los al seu lloc, i normalment estan fets de metall, plàstic o cautxú.
S'utilitzen per a evitar l'esquinçat o l'abrasió del material perforat, per a cobrir les vores esmolades de l'ullet (foradet rodó), o per a ambdós propòsits. Són molt comuns els ullets metàl·lics que s'utilitzen en les sabates i botes de cordons com a reforç dels ullets pròpiament dits (foradets rodons) per a passar-hi els cordons àgilment.

## Tipus
- Ullets grans, usats en additaments com tendals, cortines o també en els vaixells per passar les escotes i drisses pels extrems de les veles.
- Ullets petits, usats en sabates, cinturons, roba, etc..

## Ús

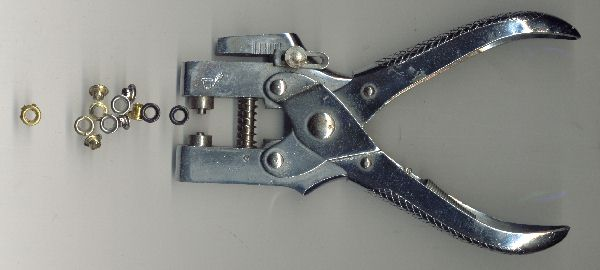
Ullets amb la seva rebladora

Els ullets metàl·lics s'utilitzen per reforçar ullets (foradets rodons) practicats en cuir, tela, sabates, lona i altres teixits. poden ser fets de metall, cautxú o plàstic, i s'utilitzen molt sovint en projectes d'estar per casa, que per aplicar-los requereixen només el mateix ullet, una matriu amb la forma (vareta de metall amb la punta convexa que ve en el kit), i un martell.
Hi ha també rebladores professionals (com es mostra a la imatge), encara que en general colpejant amb un martell contra la matriu-forma és perfectament efectiu per a petits projectes. Els usos més comuns inclouen el reforçament dels ullets de cordons de botes, sabates, cotilles i altres peces de vestir, així com cortines i altres articles de la llar que requereixen passar-hi ganxos per penjar-los; per exemple, les cortines de dutxa a les barres del suport tensor.

Els ullets de reforç impedeixen que el cable s'estripi en passar repetidament per l'ullet (orifici); d'aquesta manera proporcionen una major durada. Els més petits que s'utilitzen en peces de vestir, generalment, també tenen funció embellidora (a part de facilitar el pas dels cordons pels ullets pròpiament dits).

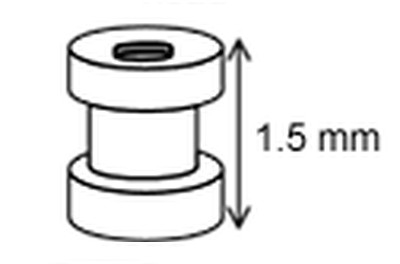
Tub transtimpànic

## Ús en medicina
Hi ha un tipus concret que s'usa en medicina amb el seu nom en anglès (grommet) com a tub de timpanostomia utilitzat per al drenatge de l'oïda mitjana.

## Galeria

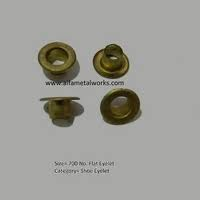
Ullets de coure
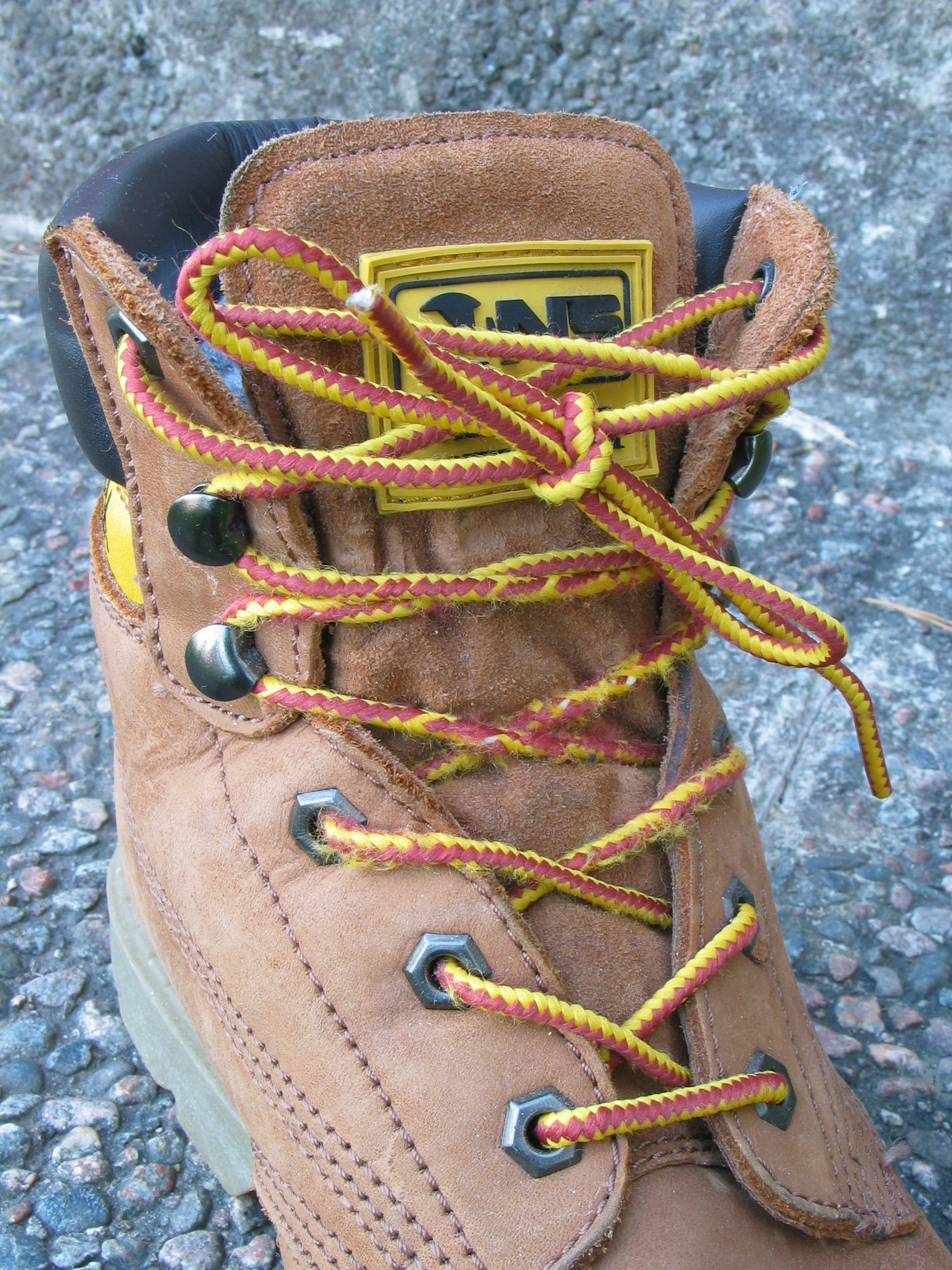
Bota amb 6+4+2 ullets reforçats amb els corresponents anellets metàl·lics
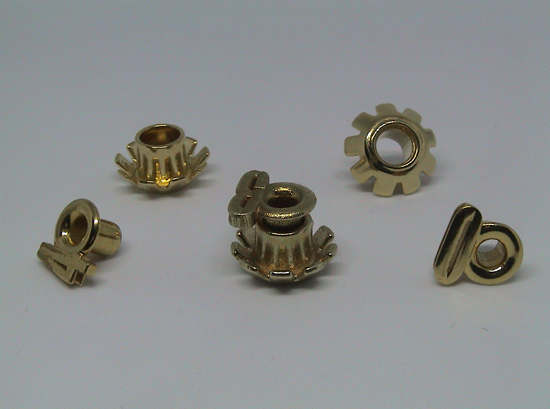
Ullets